# Cartago romana

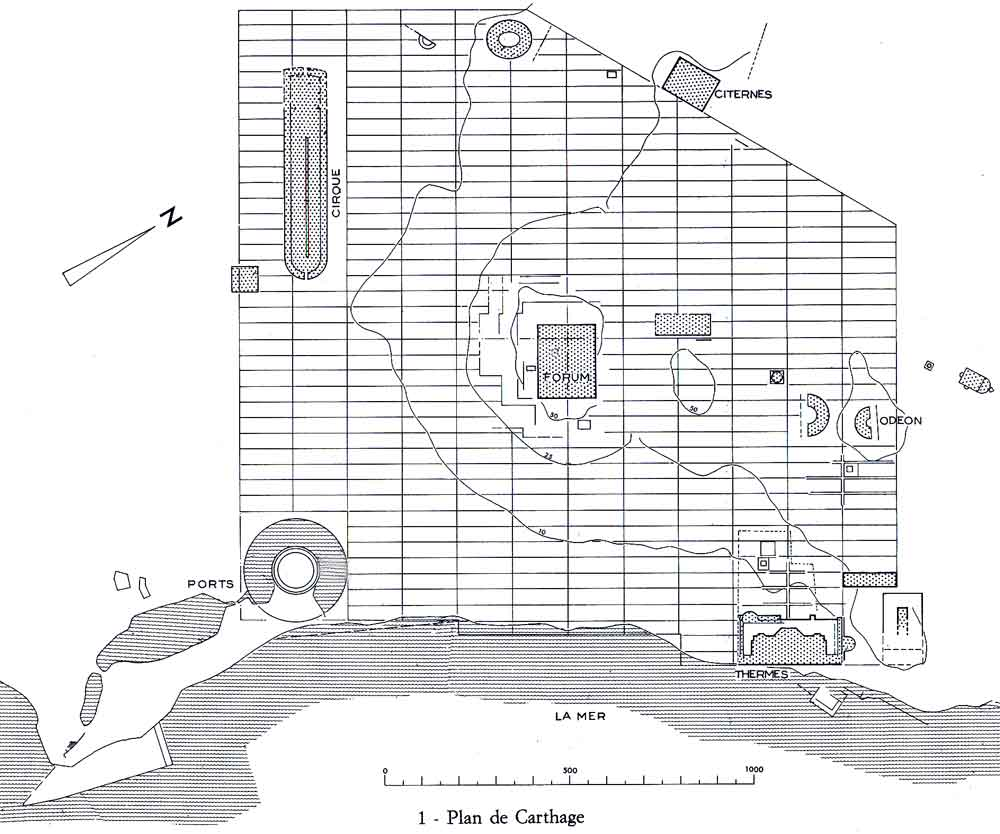
Plànol de la Cartago romana

La Cartago romana (llatí: Carthāgō) es refereix a la nova ciutat romana que es va construir damunt l'emplaçament on hi havia hagut la Cartago púnica després que aquesta fou destruïda l'any 146 aC. En el segle iii Cartago va esdevenir una de les ciutats més importants de l'Imperi Romà i la seva població va arribar a centenars de milers d'habitants. Fou la capital de la província d'Àfrica, considerada el graner de l'imperi. Cartago es va convertir breument en la capital de l'imperi entre el 308 i el 311 quan l'usurpador Domici Alexandre es va autoproclamar emperador. El 435 fou conquerida pels vàndals. Cartago va esdevenir la capital del Regne Vàndal durant un segle. Els anys 533 - 534 fou reconquerida per l'Imperi Romà d'Orient i va continuar sent un centre regional de l'Imperi Romà d'Orient com a seu de la prefectura del pretori d'Àfrica, que a partir del 590 va esdevenir exarcat d'Àfrica fins que la ciutat fou destruïda durant la conquesta musulmana del Magrib l'any 698.

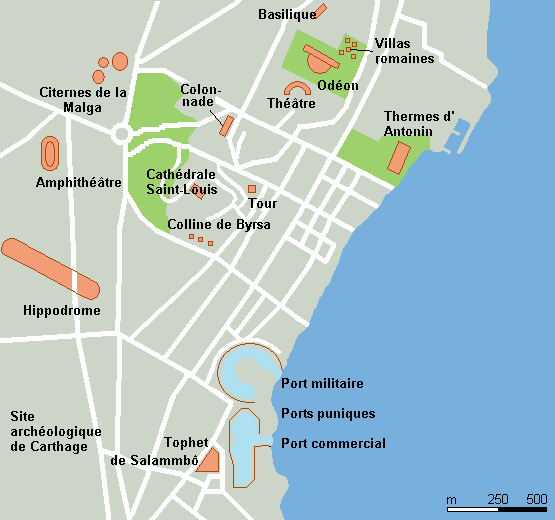
Plànol de la ciutat moderna de Cartago amb les ruïnes de la ciutat romana

## Fundació
L'any 122 aC Gai Semproni Grac va fundar la colònia que va tenir curta durada anomenada Colonia Iunonia (anomenada d'aquesta manera pel nom llatí de la deessa púnica Tanit, Iuno Caelestis). Ell volia obtenir terrenys conreables per a desenvolupar-hi l'agricultura. El Senat romà va abolir aquesta colònia posteriorment per a limitar el poder de Grac.

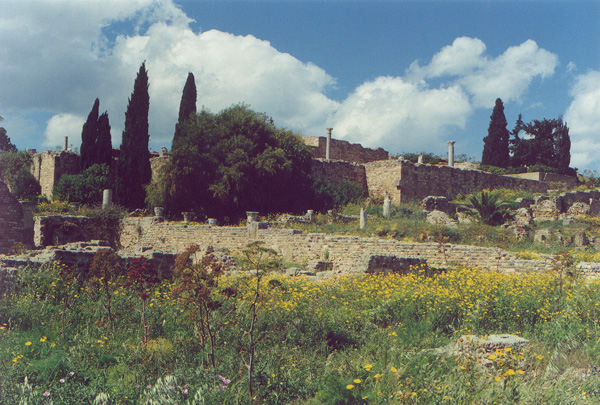
Vil·les romanes de Cartago

Després d'aquest primer intent fallit es va construir la nova ciutat al mateix lloc per Juli Cèsar entre l'any 49 aC i l'any 44 aC i al segle i ja s'havia convertit en la quarta ciutat en població de l'imperi quan va passar dels 100.000 habitants. Cartago va esdevenir la capital de la província d'Àfrica, declarada com el graner de l'imperi. Entre els seus principals monuments hi destaca el seu amfiteatre, construït el segle i, que tenia una capacitat de 30.000 places.

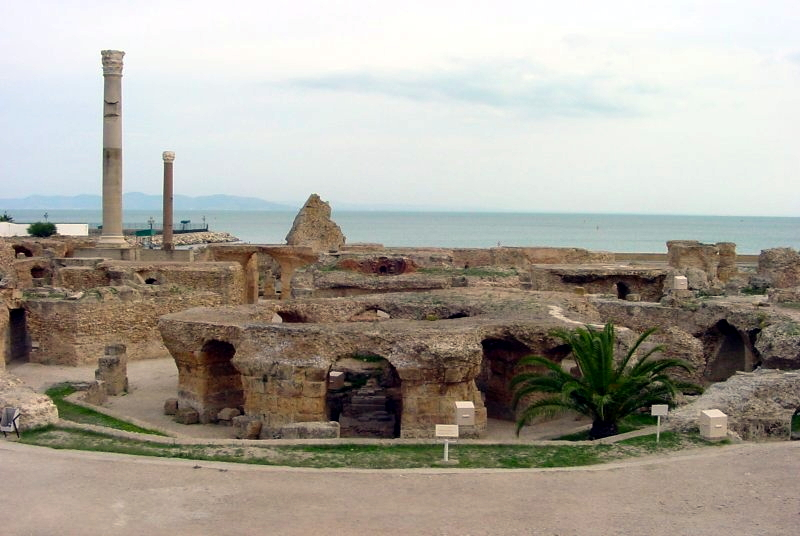
Ruïnes de les termes d'Antoní de l'època romana de Cartago

## Església primitiva
Cartago també va esdevenir un centre de l'església primitiva. Tertul·lià s'adreçà al governador romà dient que a Cartago, on hi havia hagut pocs cristians, a la seva època havien augmentat tant que «estaven per tot arreu -ciutats, illes, fortaleses, ciutats, mercats, tribus, palaus, senat, fòrum (...)» (Apologeticus, escrit a Cartago l'any 197).
En els concilis de Cartago que es van celebrar pocs anys després (anys 251, 256, 345, 397, 411, 418, 419, 484 i 525) hi van arribar a acudir més de 70 bisbes. Posteriorment, Tertul·lià va trencar amb el corrent principal que representava el bisbe de Roma amb la controvèrsia donatista. El 397 al Sínode de Cartago de 397 es va confirmar el cànon bíblic a l'església occidental.

## Període vàndal

Màxima extensió del Regne Vàndal a l'any 455

L'any 429 els vàndals van arribar a Àfrica liderats per Genseric després que el general romà i governador de la Diòcesi d'Àfrica Bonifaci els ho demanés per assegurar la seguretat de la província. Posteriorment aquests van lluitar contra l'exèrcit romà i l'any 435 van vèncer i van establir el Regne Vàndal. Genseric fou considerat herètic, ja que era seguidor de l'arianisme.

## Període romà d'Orient

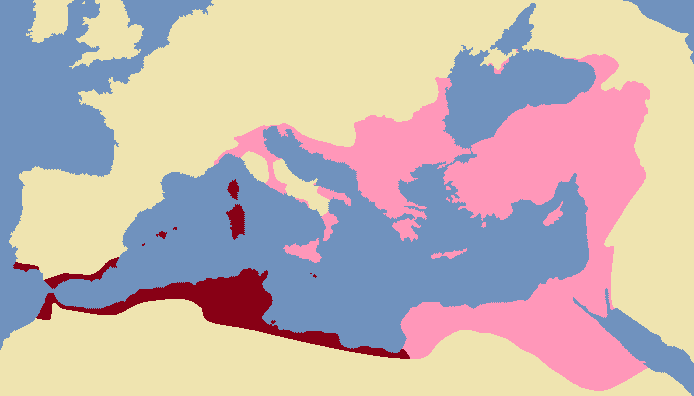
Exarcat d'Àfrica l'any 600

Després d'un intent fallit de reconquerir la ciutat durant el segle v finalment els romans d'Orient van triomfar en la guerra vandàlica en els anys 533 - 534. Els romans d'Orient van utilitzar el pretext que el net de Gaiseric havia estat deposat per un cosí llunyà, Gelimer per a conquerir el Regne Vàndal. El 15 d'octubre de 533 el general romà d'Orient Belisari entrà Cartago acompanyat per la seva dona Antonina i hi va produir una massacre.
Cartago va esdevenir la seu de la prefectura del pretori d'Àfrica que es va convertir en l'exarcat d'Àfrica durant el regnat de l'emperador Flavi Tiberi Maurici al mateix temps que es va constituir l'exarcat de Ravenna. Aquests dos exarcats conformaven la part occidental de l'Imperi Romà d'Orient. L'any 610 l'exarca de Cartago Heracli va derrocar l'emperador Flavi Focas.

## Conquesta islàmica

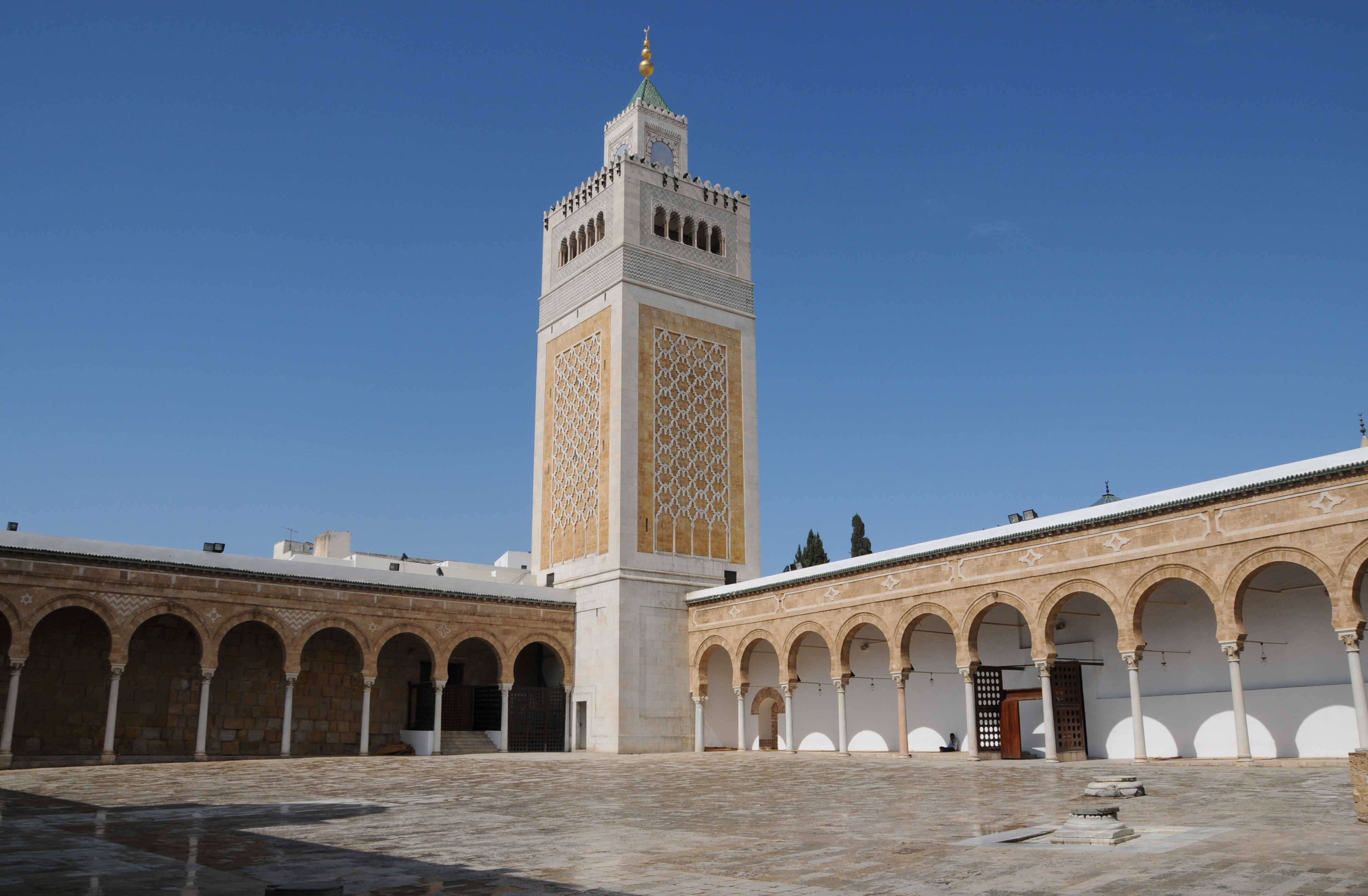
Minaret de la Gran Mesquita de Zituna a Tunis

L'exarcat d'Àfrica fou assaltat per primera vegada per l'expansió musulmana que s'havia iniciat a Egipte l'any 647 però no va tenir èxit en aquell moment. Entre el 670 i el 683 hi va haver un segon intent de conquesta que va acabar amb la caiguda de l'exarcat d'Àfrica el 698. Hassan Ibn al Numan va conquerir l'exarcat amb una força de 40.000 soldats. Cartago fou destruïda i la seva població es va exiliar cap a la veïna Medina de Tunis que va esdevenir el centre més important de la zona. Es van utilitzar pedres de Cartago per a ampliar aquesta nova capital. La destrucció de l'exarcat d'Àfrica marcà el final de la influència de l'Imperi Romà d'Orient en la regió.